# Schusterberg (Südliche Böhmerwaldausläufer)
Der Schusterberg ist ein 647 m ü. A. hoher Berg der Südlichen Böhmerwaldausläufer in Oberösterreich.

## Lage und Umgebung
Der Schusterberg gehört zur Gemeinde Klaffer am Hochficht im Bezirk Rohrbach. Er liegt in den Einzugsgebieten der Großen Mühl, des Peternbachs und des Urlseebachs.
Er ist Teil der 22.302 Hektar großen Important Bird Area Böhmerwald und Mühltal.
Die Panoramaloipe Klaffer, eine mittelschwere 9 km lange Langlaufloipe, verläuft zum Teil zwischen dem Schusterberg und der Großen Mühl.

## Geologie
In geologischer Hinsicht ist der Schusterberg von Weinsberger Granit und Grobkorngneis geprägt.